# Wiktoria Johansson
Pour les articles homonymes, voir Johansson.
Wiktoria Vendela Johansson (née le 8 novembre 1996 à Brämhult) est une chanteuse et compositrice suédoise.

## Biographie
Wiktoria Johansson grandit à Brämhult, à la banlieue de Borås et étudie au lycée musical Rytmus à Göteborg.
En 2011, Wiktoria participe au Lilla Melodifestivalen où elle arrive à la quatrième place avec la chanson qu'elle a écrite Jag behöver dig. Pour l'accompagner, elle crée le groupe Dash4 The Band avec son amie Hanna Boquist. Grâce à une reprise que le groupe a postée sur Youtube, Telia leur propose d'enregistrer la chanson Turn Up the Love, la chanson du label pour le Concours Eurovision de la Chanson 2013 qui est arrangée à Malmö. Cela donne une tournée estivale où le manager d'Anton Ewald attire l'attention de Wiktoria. Cette rencontre conduit MoonMan Records, qui a PRMD Music comme partenaire, à lui proposer un contrat d'enregistrement en tant qu'artiste unique dans le but de sortir à l'international.
Wiktoria fait ses débuts lors de sa participation au Melodifestivalen 2016 avec Save Me, après avoir gagné la deuxième demi-finale, elle termine à la quatrième place avec un total de 114 points, dont 69 points proviennent des groupes du jury international et 45 points du télévote. Le single atteint la troisième place du Sverigetopplistan.
Wiktoria revient au Melodifestivalen 2017 et s'est aligné avec As I Lay Me Down. Après avoir remporté la quatrième demi-finale, elle est la favorite pour remporter la compétition, mais après avoir été classée huitième par le jury international et deuxième par le télévote, elle finit au total à la sixième place. Le single culmine à la deuxième place.
Wiktoria fait partie du jury de professionnels suédois qui vote au Concours Eurovision de la chanson 2017.
Wiktoria fait également la voix suédoise du personnage Vaiana dans le film du même nom.
Wiktoria revient pour la troisième fois au Melodifestivalen 2019 avec la chanson qu'elle a écrite Not With Me. Après avoir remporté la première demi-finale, elle est classée sixième par le jury international et huitième par le télévote, ce qui lui vaut une sixième place.
Wiktoria participe également au Melodifestivalen 2023 avec son titre All My Life (Where Have You Been). Elle ne parvient pas à se qualifier en finale, totalisant 47 points.

## Discographie
Album
- 2021 : Exposed

Singles
- 2011 : Jag behöver dig
- 2013 : Turn Up the Love (Dash4 The Band)
- 2014 : Rewind (Dash4 The Band)
- 2016 : Save Me
- 2016 : Yesterday R.I.P
- 2016 : Unthink You
- 2017 : As I Lay Me Down
- 2017 : I Won't Stand in Your Way
- 2017 : Not Just for Xmas
- 2018 : Perfect Memory
- 2018 : I Told Santa
- 2019 : Not With Me
- 2019 : OMG
- 2020 : We Don't Talk
- 2020 : Fuck This Place Up (duo avec Hayes, featuring Famous Dex)
- 2020 : Come to Me (64567)
- 2020 : Me
- 2020 : H2BU" (Hard to Be You)
- 2020 : One Wish for Christmas
- 2021 : Need You to Know
- 2023 : All My Life (Where Have You Been)